# Ayhan Aşut
Ayhan Aşut (* 1944 in Eskişehir) ist ein ehemaliger türkischer Fußballspieler und -trainer. Er spielte u. a. für die Vereine Eskişehirspor und Göztepe Izmir und war bei beiden Klubs an einigen der wichtigsten Erfolgen der jeweiligen Vereinshistorien beteiligt.

## Spielerkarriere

### Verein
Die Anfänge der Fußballkarriere von Aşut sind nicht näher dokumentiert. Ab dem Sommer 1961 spielte er für den Erstligisten Ankara Demirspor. Nach zwei Ligaeinsätzen im September 1961 blieb er den Rest der Saison ohne Pflichtspieleinsatz. In den nachfolgenden zwei Spielzeiten steigerte er seine Einsätze von sechs Ligaspielen in der Saison 1962/63 auf zehn Ligaspiele in der Saison 1963/64. Seine Karriere in der Saison 1964/65 ist hingegen undokumentiert.
1965 wurde in Eskişehir der Verein Eskişehirspor gegründet und für die Teilnahme an der 2. Futbol Ligi, der erst vor zwei Jahren neu eingeführten zweithöchsten türkischen Spielklasse, angemeldet. Da dieser Verein die Stadt Eskişehir repräsentieren sollte, wurden alle Talente der örtlichen kleineren Klubs oder jene die aus Eskişehir stammten, zu diesem Verein geholt. So wechselte auch Aşut zu Eskişehirspor und zählte damit zum Gründungskader des Vereins. Bereits in der ersten Saison erreichte die Mannschaft die Meisterschaft der 2. Liga und damit den Aufstieg in die 1. Lig. Als Zweitligameister trat die Mannschaft im Sommer 1966 im Premierminister-Pokal gegen Trabzon İdmanocağı an, gewann dieses Spiel 1:0 und holte damit bereits in der ersten Saison der Klubgeschichte seinen zweiten Titel. Bei diesem Verein fiel Aşut in den ersten zwei Spielzeiten seinen Trainern und Vereinsverantwortlichen einerseits durch seine fußballerischen Qualitäten und seiner Geselligkeit positiv auf, aber andererseits wegen seines üppigen Nachtlebens, seiner Disziplinlosigkeit, seiner Aggressivität auf dem Fußballfeld und häufigen Abwesenheit negativ auf. Diese negativen Eigenschaften führten dazu, dass er in der Saison 1966/67 erst mehrfach ermahnt und seitens seines Cheftrainer Cihat Arman für den Rest der Spielzeit suspendiert wurde. Zur nächsten Saison lieh ihn die Vereinsführung für die Dauer einer Saison an den Ligarivalen PTT Ankara aus. Bei PTT zeigt Aşut überzeugende Leistungen, weshalb sein Verein seinen geläuterten Spieler in der kommenden Saison im Kader behielt. In der 1. Lig 1968/69 überzeugte Aşut auch bei Eskişehirspor, half dem Verein dabei, mit der türkischen Vizemeisterschaft den größten Erfolg der Vereinsgeschichte zu erreichen, und stieg selbst zum türkischen A-Nationalspieler auf. Bis zu dieser Saison entschieden die drei großen Istanbuler Vereine Beşiktaş, Fenerbahçe und Galatasaray die türkische Meisterschaft bzw. die Vizemeisterschaft unter sich. Dieser Erfolg war bis dato der größte einer anatolischen Mannschaft im türkischen Fußball. Nach dieser Meisterschaft etablierte sich das Team als feste Größe im türkischen Fußball und erreichte in den nächsten beiden Spielzeiten erneut die türkische Vizemeisterschaft. Die nächste Spielzeit behielt er lange Zeit diesen Status. In einer Partie vom Jahresanfang 1970 gegen Samsunspor brach sich Aşut nach einem Zweikampf mit dem Gegenspieler İskender Sipahi das linke Schlüsselbein und fiel infolge dieser Verletzung bis zum April 1970 aus. Neben dieser Verletzung begann Aşut erneute durch Disziplinlosigkeit, die seine Genesung verzögerten, negativ auf. Nachdem er ab April 1970 bis zum Saisonende nahezu alle Ligaspiele über die volle Spiellänge absolviert und dabei geholfen hatte, dass sein Verein die Vizemeisterschaft verteidigte, wurde er nach Saisonende auf die Verkaufsliste gesetzt.
Obwohl Aşut seinen Wunsch äußerte, bei Eskişehirspor bleiben zu wollen, wurde er Ende Juli 1970 gegen eine Ablösesumme von 170.000 türkischer Lira an den Ligarivalen Göztepe Izmir abgegeben. Bei diesem Verein, der ähnlich Eskişehirspor in den letzten Jahren durch einige Erfolge auf sich aufmerksam gemacht hatte, konnte er sich nicht als Stammspieler etablieren. In seiner ersten Spielzeit für Göztepe, der Spielzeit 1970/71, trug er mit 18 Pflichtspieleinsätzen dazu bei, dass sein Verein die Liga auf dem dritten Tabellenplatz beendete und damit eine neue Vereinsbestmarke erreichte. Die nachfolgenden drei Spielzeiten verlor Göztepe den Anschluss an die Spitzenvereine der höchsten türkischen Spielklasse. Aşut wurde zwar in seiner zweiten Saison noch als Ergänzungsspieler zwölf Mal in Pflichtspielen eingesetzt, fristete aber in den letzten zwei Spielzeiten bei Göztepe fast ausschließlich ein Reservistendasein. 1974 verließ er den Verein schließlich.

### Nationalmannschaft
Aşuts Nationalmannschaftskarriere begann im Juni 1969 mit einem Einsatz für die türkische U-21-Nationalmannschaft. Bei allen diesen Einsätze war er deutlich über 21 Jahre alt.
1969 wurde er im Rahmen eines RCD-Pokalspiels gegen die iranische Nationalmannschaft vom Nationaltrainer Abdulah Gegić zum ersten Mal und für das Aufgebot der türkischen Nationalmannschaft nominiert und gab in dieser Partie sein A-Länderspieldebüt.
Insgesamt absolvierte Aşut ein vier U-21- und vier A-Länderspiele für die Türkei.

## Trainerkarriere
Aşut erwarb sich im Herbst 1990 im Anschluss eines Trainerseminars die Trainerlizenz. Ob er anschließend als Trainer gearbeitet hat, blieb undokumentiert.

## Erfolge
Mit Eskişehirspor
- Meister der TFF 1. Lig und Aufstieg in die Süper Lig: 1965/66
- Türkischer Vizemeister: 1968/69, 1969/70
- Türkischer Pokalfinalist:1969/70
- Premierminister-Pokalsieger: 1966

Mit Göztepe Izmir
- Tabellendritter der Süper Lig: 1970/71

Mit der türkischen Nationalmannschaft
- RCD-Pokalsieger: 1969